# Transient Random-Noise Bursts with Announcements
Transient Random-Noise Bursts with Announcements — второй студийный альбом британской авант-поп группы Stereolab, изданный 10 августа 1993 года на лейблах Duophonic Records и Elektra Records. Он был записан в расширенном составе и считается самым шумным релизом группы из-за акцента на искаженные гитары и клавишные.

## История
Незадолго до выхода Transient Random-Noise Bursts Stereolab перезаписали песню «Pack Yr Romantic Mind», чтобы удалить сэмпл из дебютного сольного альбома Джорджа Харрисона Wonderwall Music (1968), на использование которого им было отказано в разрешении.
Transient Random-Noise Bursts был выпущен 10 августа 1993 года в США на Elektra Records и 6 сентября 1993 года в Великобритании на Duophonic Records. Дизайн обложки альбома был адаптирован к дизайну тестовой пластинки, выпущенной журналом Hi-Fi Sound в 1969 году; сама пластинка сэмплирована в песне «Jenny Ondioline». Большинство из первых 1500 виниловых (LP) копий Transient Random-Noise Bursts были уничтожены из-за плохого качества печати.
После выхода Transient Random-Noise Bursts занял 62-е место в чарте альбомов Великобритании. В преддверии альбома 22 августа 1993 года был выпущен альбом «Jenny Ondioline».
Ремастерированное и расширенное издание Transient Random-Noise Bursts было выпущено Duophonic и Warp Records 3 мая 2019 года.

## Отзывы
| Оценки критиков               | Оценки критиков |
| Источник                      | Оценка          |
| ----------------------------- | --------------- |
| AllMusic                      | [ 5 ]           |
| Chicago Tribune               | [ 14 ]          |
| Mojo                          | [ 15 ]          |
| Pitchfork                     | 8.3/10          |
| Q                             | [ 17 ]          |
| Record Collector              | [ 18 ]          |
| The Rolling Stone Album Guide | [ 19 ]          |
| Select                        | 3/5             |
| Spin Alternative Record Guide | 9/10            |
| Uncut                         | 8/10            |

Transient Random-Noise Bursts with Announcements был встречен музыкальными критиками в целом благосклонно.
Хитер Фарес из AllMusic отметил, что «Это один из самых эклектичных и экспериментальных релизов в ранней карьере Stereolab, подчеркивающий удлиненные краутроковые джемы, инструменталы и резкие, шумные моменты». Рецензент пришёл к выводу: «Transient Random-Noise Bursts with Announcements подтвердил место Stereolab как одной из самых инновационных и развивающихся групп 90-х годов».

## Список композиций
Слова и музыка всех песен — Тима Гейна и Летисии Садье.
| №                   | Название                  | Длительность |
| ------------------- | ------------------------- | ------------ |
| 1.                  | «Tone Burst»              | 5:33         |
| 2.                  | «Our Trinitone Blast»     | 3:46         |
| 3.                  | «Pack Yr Romantic Mind»   | 5:04         |
| 4.                  | «I'm Going Out of My Way» | 3:25         |
| 5.                  | «Golden Ball»             | 6:50         |
| 6.                  | «Pause»                   | 5:19         |
| 7.                  | «Jenny Ondioline»         | 18:06        |
| 8.                  | «Analogue Rock»           | 4:10         |
| 9.                  | «Crest»                   | 6:03         |
| 10.                 | «Lock-Groove Lullaby»     | 3:36         |
| Общая длительность: | Общая длительность:       | 61:52        |

| №                   | Название                                                                   | Длительность |
| ------------------- | -------------------------------------------------------------------------- | ------------ |
| 1.                  | «Fragments»                                                                | 0:48         |
| 2.                  | «Jenny Ondioline» (7"/EP version – alternative mix)                        | 3:47         |
| 3.                  | «Drum – Backwards Bass – Organ» ("Jenny Ondioline" breakdown full version) | 3:33         |
| 4.                  | «Analogue Rock» (original mix)                                             | 4:35         |
| 5.                  | «Pause» (original mix)                                                     | 4:32         |
| 6.                  | «French Disco» (early version mix)                                         | 4:30         |
| 7.                  | «Jenny Ondioline Part 2» (breakdown mix)                                   | 6:24         |
| 8.                  | «Fruition» (demo)                                                          | 1:22         |
| 9.                  | «I'm Going Out of My Way» (demo)                                           | 1:45         |
| 10.                 | «French Disco» (demo)                                                      | 2:42         |
| 11.                 | «Lock Groove Lullaby» (demo)                                               | 1:37         |
| 12.                 | «Jenny Ondioline» (demo)                                                   | 3:52         |
| 13.                 | «Pause» (demo)                                                             | 2:24         |
| Общая длительность: | Общая длительность:                                                        | 41:51        |

## Чарты
| Чарт (1993—2019)                           | Высшая позиция |
| ------------------------------------------ | -------------- |
| Шотландия (Scottish Albums Chart)          | 43             |
| Великобритания (UK Albums Chart)           | 62             |
| Великобритания UK Independent Albums (OCC) | 7              |
| США (Billboard Top Album Sales)            | 96             |